# Salomon van Til
Salomon van Til (28 décembre 1643, Weesp - 31 octobre 1713, Leyde) est un théologien de l'Église réformée hollandaise et un éminent penseur théologique de l'ère post- Cocceius.

## Biographie
Van Til est né à Weesp près d'Amsterdam, fils de Johannes van Til et de sa femme Barbara le Grand. Il a été élevé au sein de l'Église réformée hollandaise; son père était pasteur et souhaitait que son fils suive son exemple. À cette fin, il a fréquenté l'école latine d' Alkmaar puis l' université d'Utrecht . Malgré ses difficultés d'élocution qui faillirent le détourner de la théologie au profit de la médecine, il persista dans sa voie et assista à des conférences de Cocceius, Johannes Hoornbeek, Abraham Heidanus et Jacob Golius . 
Pour mieux retenir et prêcher ses sermons, il mit au point une méthode par analyse qu'il publia. Il écrivit également d'autres ouvrages soit en flamand soit en latin:
- Commentaires sur les psaumes
- Commentaires sur les prophéties de Moïse, d'Habacuc, & de Malachie
- Abrégé de théologie
- Remarques sur les Méditations de Descartes[2]

Van Til s'est marié deux fois. Sa première épouse, Maria van Tethrode, est décédée après 30 ans de mariage en 1697. Il s'est ensuite remarié avec Agatha Catharina Molenschot († 1708). Sa fille Maria a épousé Benjamin van Hess, lui-même ministre. Sa fille Barbara a épousé Jeronymus Jacob van Thulden, un homme politique de Raamsdonk .
En 1710, il eut un accident vasculaire cérébral, après quoi il fut paralysé. Il mourut trois ans plus tard à Leyde.

## Carrière théologique
Ayant terminé ses études en 1666, van Til devint pasteur à Huisduinen où il passa les onze années suivantes consacrées à des études bibliques et théologiques plus poussées. Ses études ont été affectées par des conflits politiques, notamment en 1672 lorsque van Til a été contraint de quitter ses fonctions. Il chercha un nouvel emploi et exerça alors la médecine tout en continuant à prêcher, d'abord à Rijpje avant de se voir finalement offrir un pastorat à Medemblik en 1682. En 1683, il devint curé à Dordrecht et l'année suivante, il fut nommé professeur d'histoire et de philologie de l'Église.
Le 6 mai 1702, il devint professeur à l'Université de Leiden et le 13 juin suivant, il reçut un doctorat honorifique de cette institution. En 1704 ou 1705, il devient recteur Alma Mata.